# King Hassan II Trophy 2013
De King Hassan II Trophy is een jaarlijks golftoernooi in Marokko. Terwijl de heren van de Europese PGA Tour dit toernooi spelen, wordt in dezelfde week ook in Agadir de Princess Lalla Meryem Cup gespeeld door dames van de Ladies European Tour, weliswaar op andere banen. Beide toernooien worden door de Hassan II Association georganiseerd. In 2013 is het toernooi van 28-31 maart.
Dit toernooi wordt gespeeld in de week voor de Masters, de spelers die naar Augusta gaan nemen deze week meestal vrij. De hoogst geplaatste deelnemer is de Italiaan Francesco Molinari, die op de 39ste plaats van de wereldranglijst staat. Hij gaat na deze week voor de 4de keer naar Augusta.

## King Hassan II Trophy 2013

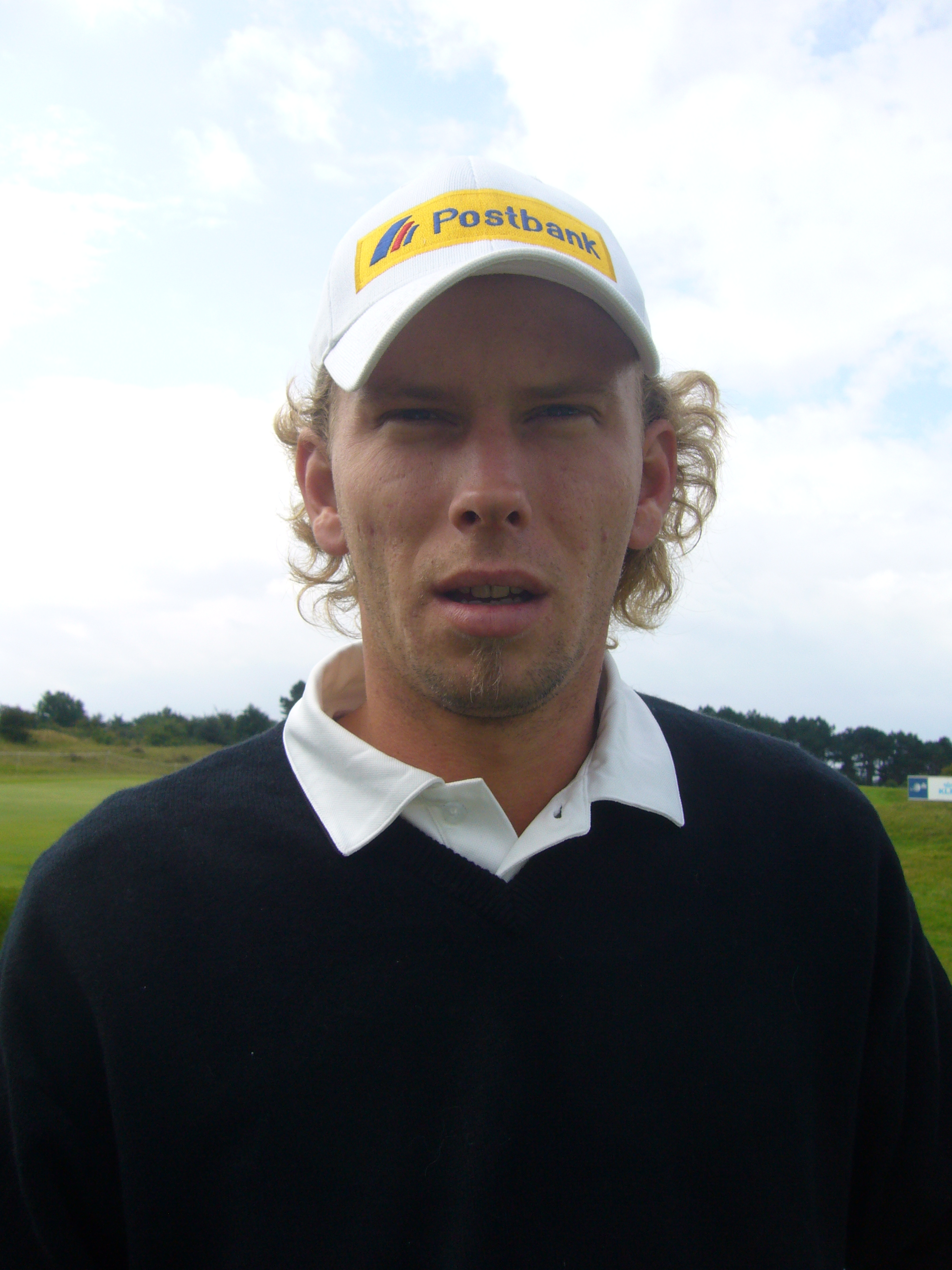
Marcel Siem, leider ronde 1,2,3 en 4

Het toernooi bestond deze week 40 jaar en om dit te vieren speelde kroonprins Moulay Rachid in de Pro-Am in het team van  Francesco Molinari. De prins heeft handicap 12, zijn vader Hassan II richtte het toernooi in 1971 op, maar het werd tussendoor een paar keer niet gespeeld. 
Ronde 1
De eerste ronde werd in 68 slagen gespeeld door Simon Wakefield, Graeme Storm en David Horsey, winnaar van 2011. 's Middags werden ze ingehaald door Alvaro Velasco en Marcel Siem, die een ronde van 64 maakte. Hierbij had hij op zeven holes slechts 1 putt nodig gehad. Joost Luiten maakte een ronde van 70 en kwam daarmee in de top-10. Het gemiddelde van alle spelers was echter 75,65, ongewoon hoog. 
Ronde 2
Joost Luiten heeft weer een goede score binnengebracht en Marcel Siem bleef aan de leiding. Derksen en Lafeber moesten onder par spelen om de cut te halen. Daarin slaagde Lafeber ruimschoots, hij maakte acht birdies en een totaal van 67 en klom daarmee naar de 31ste plaats.
Ronde 3
Hoewel hij niet onder par speelde, bleef Joost Luiten toch nog net in de top-10. Marcel Siem verruimde zijn voorsprong tot 4 slagen. Als hij zondag dit toernooi wint klimt hij naar de top-50 van de wereldranglijst en dan zou hij voor het eerst in de Masters mogen spelen.
Ronde 4
De overwinning van Siem bleek niet geheel vanzelfsprekend nadat hij op hole 2 een bogey maakte en Ilonen in de partij voor hem na 3 holes al op -2 stond. Ze stonden vanaf dat moment dus op -14 en -13 en een hole later stonden ze beiden op -14. Voor Sienm liep het goed af, hij liep naar de 18de tee met vier slagen voorsprong op Ilonen en Horsey en won.
Luiten eindigde met een bogey en maakte een ronde van +1. Lafeber had een slechte ronde en zakte bijna tot onderaan het scorebord. Graeme Storm had een goede laatste ronde en steeg ruim 20 plaatsen.
- Volledige scores

| Naam               | Score R1 | Score R1 | Nr  | Score R2 | Score R2 | Totaal | Nr  | Score R3 | Score R3 | Totaal | Nr  | Score R4 | Score R4 | Totaal | Nr  |
| ------------------ | -------- | -------- | --- | -------- | -------- | ------ | --- | -------- | -------- | ------ | --- | -------- | -------- | ------ | --- |
| Marcel Siem        | 64       | -8       | 1   | 68       | -4       | -12    | 1   | 69       | -3       | -15    | 1   | 69       | -3       | -18    | 1   |
| Mikko Ilonen       | 69       | -3       | T6  | 66       | -6       | -9     | T2  | 70       | -2       | -11    | T2  | 69       | -3       | -14    | T2  |
| David Horsey       | 68       | -4       | T3  | 67       | -5       | -9     | T2  | 70       | -2       | -11    | T2  | 69       | -3       | -14    | T2  |
| Pablo Larrazábal   | 72       | par      | T19 | 64       | -8       | -8     | 4   | 69       | -3       | -11    | T2  | 71       | -1       | -12    | 4   |
| Bernd Wiesberger   | 72       | par      | T19 | 66       | -6       | -6     | T5  | 69       | -3       | -9     | 5   | 72       | par      | -9     | T5  |
| Alvaro Velasco     | 67       | -5       | 2   | 74       | +2       | -3     | T13 | 69       | -3       | -6     | T7  | 69       | -3       | -9     | T5  |
| Matthew Baldwin    | 72       | par      | T19 | 70       | -2       | -2     | T17 | 68       | -4       | -6     | T7  | 69       | -3       | -9     | T5  |
| Craig Lee          | 69       | -3       | T6  | 69       | -3       | -6     | T5  | 70       | -2       | -8     | 6   | 74       | +2       | -6     | T9  |
| Joost Luiten       | 70       | -2       | T9  | 69       | -3       | -5     | 8   | 72       | par      | -5     | T10 | 73       | +1       | -4     | T15 |
| Graeme Storm       | 68       | -4       | T3  | 77       | +5       | +1     | T39 | 73       | +1       | +2     | T47 | 68       | -4       | -2     | T24 |
| Mikael Lundberg    | 73       | +1       | T27 | 69       | -3       | -2     | T17 | 68       | -4       | -6     | T7  | 76       | +4       | -2     | T28 |
| Maarten Lafeber    | 77       | +5       | T86 | 67       | -5       | par    | T31 | 74       | +2       | +2     | T47 | 77       | +5       | +7     | 63  |
| Robert-Jan Derksen | 78       | +6       | T94 | 72       | par      | +6     | MC  |          |          |        |     |          |          |        |     |

| Leider |  | Toernooirecord |  | MC = missed cut = cut gemist |  | DQ = disqualified |

## Spelers
| - Felipe Aguilar - Björn Åkesson - Fredrik Andersson Hed - Scott Arnold - Matthew Baldwin - Seve Benson - Richard Bland - Grégory Bourdy - Gary Boyd - Kristoffer Broberg - Daniel Brooks - James Busby - Rafa Cabrera Bello - Guillaume Cambis - Jorge Campillo - Alejandro Cañizares - Magnus A. Carlsson - Christian Cévaër - Robert Coles - Eduardo de la Riva - Carlos Del Moral - Matteo Delpodio - Robert-Jan Derksen - Chris Doak - David Drysdale - Bradley Dredge - Victor Dubuisson - Johan Edfors - Jamie Elson - Peter Erofejeff - Niclas Fasth - Oliver Fisher - Tommy Fleetwood - Oscar Florén - Alastair Forsyth | - Mark Foster - Lorenzo Gagli - Stephen Gallacher - Ignacio Garrido - Daniel Gaunt - Jean-Baptiste Gonnet - Estanislao Goya - Richard Green - Emiliano Grillo - JB Hansen - Soren Hansen - Andreas Hartø - Grégory Havret - Scott Henry - David Higgins - Michael Hoey (2012) - Keith Horne - David Horsey (2011) - David Howell - Mikko Ilonen - Raphaël Jacquelin - Scott Jamieson - Lasse Jensen - Michael Jonzon - Alexandre Kaleka - Simon Khan - Maximilian Kieffer - Søren Kjeldsen - Espen Kofstad - Mikko Korhonen - Maarten Lafeber - Joakim Lagergren - Moritz Lampert - José Manuel Lara - Pablo Larrazábal | - Peter Lawrie - Craig Lee - Thomas Levet - Alexander Levy - Sam Little - Chris Lloyd - Gary Lockerbie - Joost Luiten - Mikael Lundberg - Callum Macaulay - Morten Ørum Madsen - Andrew Marshall - Gareth Maybin - Richard McEvoy - Damien McGrane - Edoardo Molinari - Francesco Molinari - James Morrison - Garth Mulroy - Matthew Nixon - José Maria Olazabal - Gary Orr - Chris Paisley - John Parry - Eddie Pepperell - Phillip Price - Julien Quesne - Alvaro Quiros - Richie Ramsay - Robert Rock - Brett Rumford - Marcel Siem - Joel Sjöholm - Lee Slattery - Anthony Snobeck | - Matthew Southgate - Graeme Storm - Andy Sullivan - Alessandro Tadini - Mark Tullo - Tjaart Van der Walt - Simon Wakefield - Justin Walters - Paul Waring - Romain Wattel - Steve Webster - Peter Whiteford - Martin Wiegele - Bernd Wiesberger Voormalige winnaar - Rhys Davies (2010) Invitaties - Kyung-nam Kang - Oliver Wilson - Stephen Dodd - Peter Hedblom - Santiago Luna Nationale rangorde - Jakub Svoboda - Max Glauert - Bernd Ritthammer - Amine Joudar - Faycal Serghini - Younes El Hassani Amateurs - Carl Yuan - Mustapha El Maouas |

## Lalla Meryem Cup 2013
Het toernooi wordt gespeeld op de Golf de l´Ocean in Agadir. Er doen 126 dames mee, inclusief Marjet van der Graaff.
Ronde 1
Nadat de ochtendspelers klaar waren, stond Marianne Skarpnord met -5 aan de leiding. Niemand haalde haar 's middags in. Melissa Eaton maakte 67, hun enige bogey was op hole 16, een par 3.
Ronde 2
Beth Allen was net nog niet binnen na haar ronde van 68 toen Skarpnord op hole 10 moest starten met nog maar 1 slag voorsprong op Allen. Haar eerste negen holes speelde ze in 38 slagen (+2) en op haar hole 10 maakte ze een dubbel-bogey. In de partij voor haar speelde de 17-jarige Thaise Ariya Jutanugarn, die na 9 holes op -2 stond en even met Beth Allen aan de leiding kwam. Twee holes later maakte ze weer een birdie waarna de Thaise alleen de leiding had.
Ronde 3
Charley Hull werd op 1 januari 2013 professional. Ze werd 31ste op de Tourschool en speelt nu haar rookieseizoen. Ze  verbeterde het toernooirecord met een ronde van 64, waardoor ze ook de jonge Thaise Ariya voorbij ging.
Ronde 4
Na negen holes was er in de top veel veranderd. Charley Hull had twee bogeys gemaakt en Ariya drie birdies. Beth Allen stond na haar birdie op hole 12 met -11 tussen hen op de 2de plaats. Ariya maakte nog enkele birdies en won haar eerste toernooi op de Europese Tour. Hull en Allen deelden de 2de plaats.
- Volledige scores

| Naam                  | Score R1 | Score R1 | Nr  | Score R2 | Score R2 | Totaal | Nr  | Score R3 | Score R3 | Totaal | Nr  | Score R4 | Score R4 | Totaal | Nr  |
| --------------------- | -------- | -------- | --- | -------- | -------- | ------ | --- | -------- | -------- | ------ | --- | -------- | -------- | ------ | --- |
| Ariya Jutanugarn      | 69       | -2       | T4  | 67       | -4       | -6     | 1   | 67       | -4       | -10    | 2   | 67       | -4       | -14    | 1   |
| Beth Allen            | 70       | -1       | T8  | 68       | -3       | -4     | T2  | 67       | -4       | -8     | T3  | 68       | -3       | -11    | T2  |
| Charley Hull          | 68       | -3       | 3   | 70       | -1       | -4     | T2  | 64       | -7       | -11    | 1   | 71       | par      | -11    | T2  |
| Katie Burnett         | 70       | -1       | T8  | 70       | -1       | -2     | T11 | 65       | -6       | -8     | T3  | 69       | -2       | -10    | 4   |
| Marianne Skarpnord    | 66       | -5       | 1   | 76       | +5       | par    | T18 | 70       | -1       | -1     | T11 | 66       | -5       | -6     | 6   |
| Lee-Anne Pace         | 70       | -1       | T8  | 68       | -3       | -4     | T2  | 67       | -4       | -8     | T3  | 74       | +3       | -5     | 8   |
| Marjet van der Graaff | 74       | +3       | T52 | 71       | par      | +3     | T44 | 75       | +4       | +7     | T56 | 70       | -1       | +7     | T50 |
| Melissa Eaton         | 67       | -4       | 2   | 81       | +10      | +6     | MC  |          |          |        |     |          |          |        |     |

| Leider |  | Toernooirecord |  | MC = missed cut = cut gemist |  | DQ = disqualified |

## Speelsters
| - Caroline Afonso - Holly Aitchinson - Beth Allen - Lucie André - Bree Arthur - Rebecca Artis - Maria Balikoeva - Elizabeth Bennett - Eva Bjarvall - Carly Booth - Melodie Bourdy - Bonita Bredenhann - Stacy Lee Bregman - Becky Brewerton - Cathryn Bristow - Hannah Burke - Katie Burnett - Laura Cabanillas - Emma Cabrera Bello - Helene Callahan - Nikki Campbell - Anne-Lise Caudal - Connie Chen - Sophie Ciquel-Bettan - Holly Clyburn - Stephanie Croce - Tandi Cunnungham - Julia Savidsson - Laura Davies - Tara Davies - Valentine Derrey - Melissa Eaton | - Charlotte Ellis - Tania Elosogui - Virginia Espejo - Mallory Fraiche - Isabell Gabsa - Barbara Geguini - Marjet van der Graaff - Megab Grehan - Maha Haddioui - Lydia Hall - Sahra Hassan - Jacqueline Hedwall - Nina Holleder - Daniela Holmqvist - Rebecca Hudson - Charley Hull - Paula Hurtado - Laura Jansone - Felicity Johnson - Trish Johnson - Malene Jorgensen - Ariya Jutanugarn - Zuzana Kamasova - Jesica Karlsson - Sarah Kemp - Steffi Kirchmayr - Cassandra Kirkland - Joanna Klatten - Tanaporn Kongkiatkrai - Vikki Laing - Ana Larraneta - Camilia Larsson | - Liebelei Lawrence - Camilla Lennarth - Amelia Lewis - Jia Yun Li - Xi Yu Lin - Ann-Kathrin Lindner - Cecilie Lunsgreen - Karen Lunn - Melanie Maetzler - Anais Maggetti - Julie Maisongrosse - Laurette Maritz - Katy McNicoll - Smriti Mehra - Stephanie Michl - Stephanie Na - Sharmila Niccolet - Gwladys Nocera - Elina Nummenpaa - Julie Otto - Lee-Anne Pace - Celine Palomar - Florentyna Parker - Mikaela Parmlid - Mireia Prat - Pamela Pretswell - Fiona Puyo - Margarita Ramos - Isabella Ramsay - Melissa Reid - Marion Ricordeau - Margherita Rigon | - Morgana Robbertze - Kalsa Ruuttila - Sophie Sandolo - Maria Salinas - Jade Schaeffer - Georgina Simpson - Marianne Skarpnord - Rebecca Sorensen - Klara Spilkova - Noora Tamminen - Emily Taylor - Line Vedel - Alexandra Vilatte - Kylie Walker - Sophie Walker - Linda Wessberg - Caroline Westrup - Alison Whitaker - Leigh Whittaker - Sara Wikstrom - Ursula Wikström - Cheyenne Woods - Marta Silva Zamora - Yu Yang Zhang - Veronica Zorzi Amateur - Amy Boulden - Kelsey MacDonald - Rochelle Morris - Patricia Sanz |